# Warhola
Warhola is een Belgische indie popgroep. De groep werd opgericht in 2013. De bandnaam is een verwijzing naar de geboortenaam van kunstenaar Andy Warhol. Warhola brengt naar eigen zeggen melancholische pop op een elektronische manier.
Leadzanger Oliver Symons vertegenwoordigde eerder al België op het Junior Eurovisiesongfestival in 2008. Drummer Niels Meukens deed hetzelfde in 2003 als lid van X!NK.
In 2014 werden ze bekend door het winnen van de Humo's Rock Rally. De band speelde pas voor het eerst samen op de eerste voorronde van deze wedstrijd. Symons gebruikt soms autotune om een extra effect te creëren.
Op 23 maart 2016 brachten ze hun eerste ep uit, genaamd Aura. De band presenteerde de plaat in de AB, Paradiso en Silencio. Op hun debuut-ep staan 5 nummers; Lady, Red, Unravel, Reshape en Aura. Op 10 mei 2019 volgde het album Young loving.

## Discografie
- Aura, 2016
- Young loving, 2019